# Cornelis van Yk

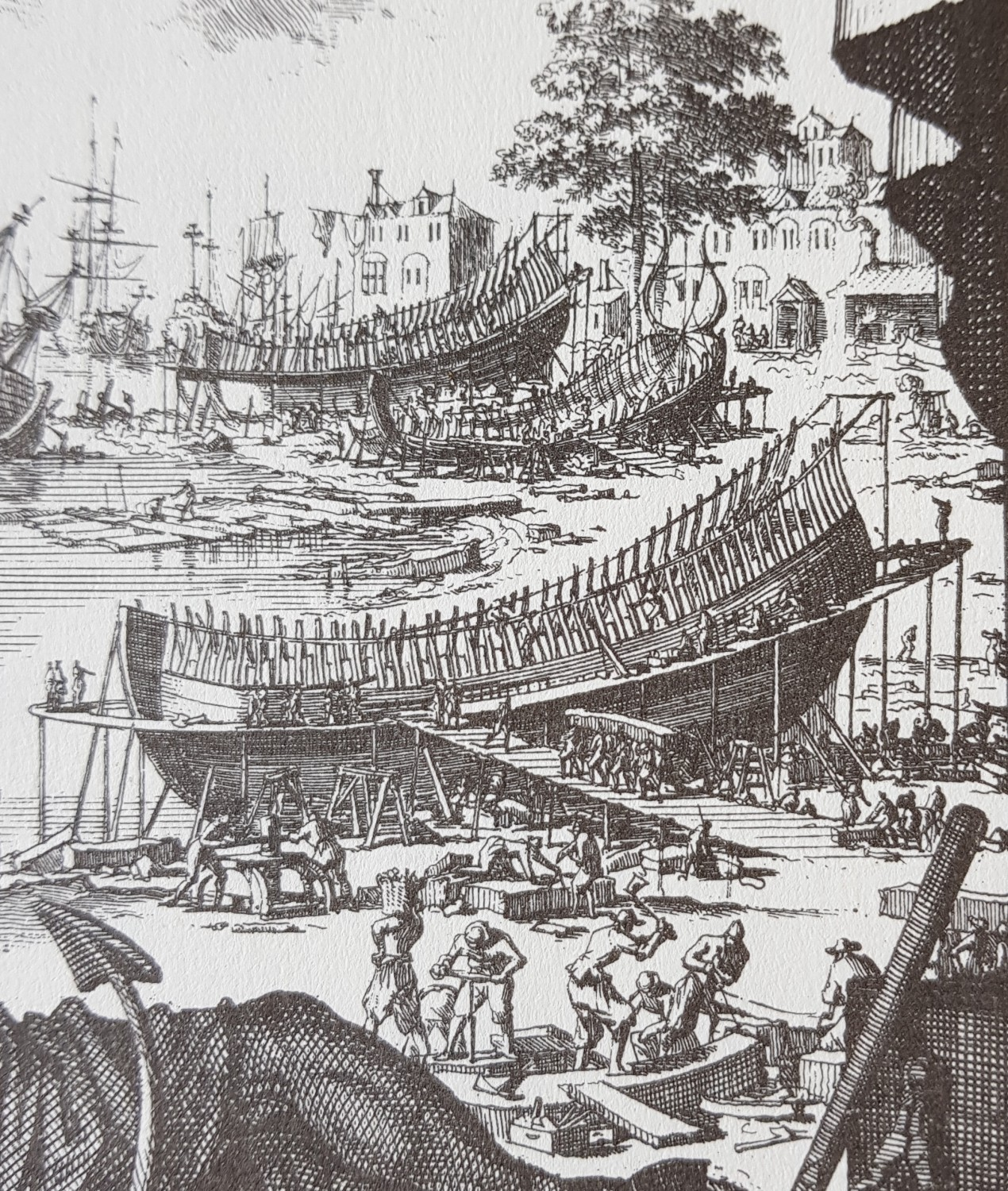
Een scheepswerf in volle werking, detail uit Van Yks boekomslag.

Cornelis van Yk (fl. 17e eeuw) was een scheepstimmerman actief op de VOC-werven van Kamer Delft in de Republiek der Nederlanden. Hij is bekend als auteur van De Nederlandsche Scheeps-Bouw-Konst Open Gestelt (1697), een handboek over de 17e-eeuwse scheepsbouw in de Nederlanden.
Samen met Nicolaes Witsen, die in 1671 eveneens een boek publiceerde over de scheepsbouw in die periode, is Van Yk een van de weinigen die iets heeft vastgelegd over deze ambachtelijke activiteit. Beide boeken worden als pionierswerken beschouwd die veel bijgedragen hebben aan het beeld van de 17e-eeuwse  scheepsbouw in de Nederlanden.

## Levensloop
Opmerking Het weinige dat in de literatuur bekend is over het leven van Cornelis van Yk is afkomstig van zijn boek.
Cornelis van Yk werd ergens halverwege de 17e eeuw in Amsterdam geboren. Hij kwam uit een familie van scheepsbouwers: zijn grootvader bouwde aan het Meer van Genève samen met zijn zoons schepen die scherp aan de wind konden zeilen. Hij had ook een oom die als meesterknecht op de VOC-werf te Delfshaven werkte.

### Scheepsbouwjaren
Van Yk zou op twaalfjarige leeftijd begonnen zijn met het leren van het vak. Na “eenige jaren volhardende” met “bijl en dissel te voeren” de kunst machtig te zijn geworden, werkte Van Yk nog zes tot zeven jaar op de VOC-werf van de Kamer Delft te Delfshaven. Hij was leergierig en maakte gedurende deze periode aantekeningen van in zijn ogen belangrijke zaken. Deze zouden later te pas komen wanneer hij zijn boek ging schrijven. Van Yk moet ergens tussen de twintig en vijfentwintig jaar geweest zijn toen hij het scheepstimmervak verliet.
Bij het kinderloos overlijden van zijn oom erfde Van Yk zijn aantekeningen van de scheepsbouwkunst. Ook die zouden later te pas komen bij het schrijven van zijn boek.

### Schrijfjaren

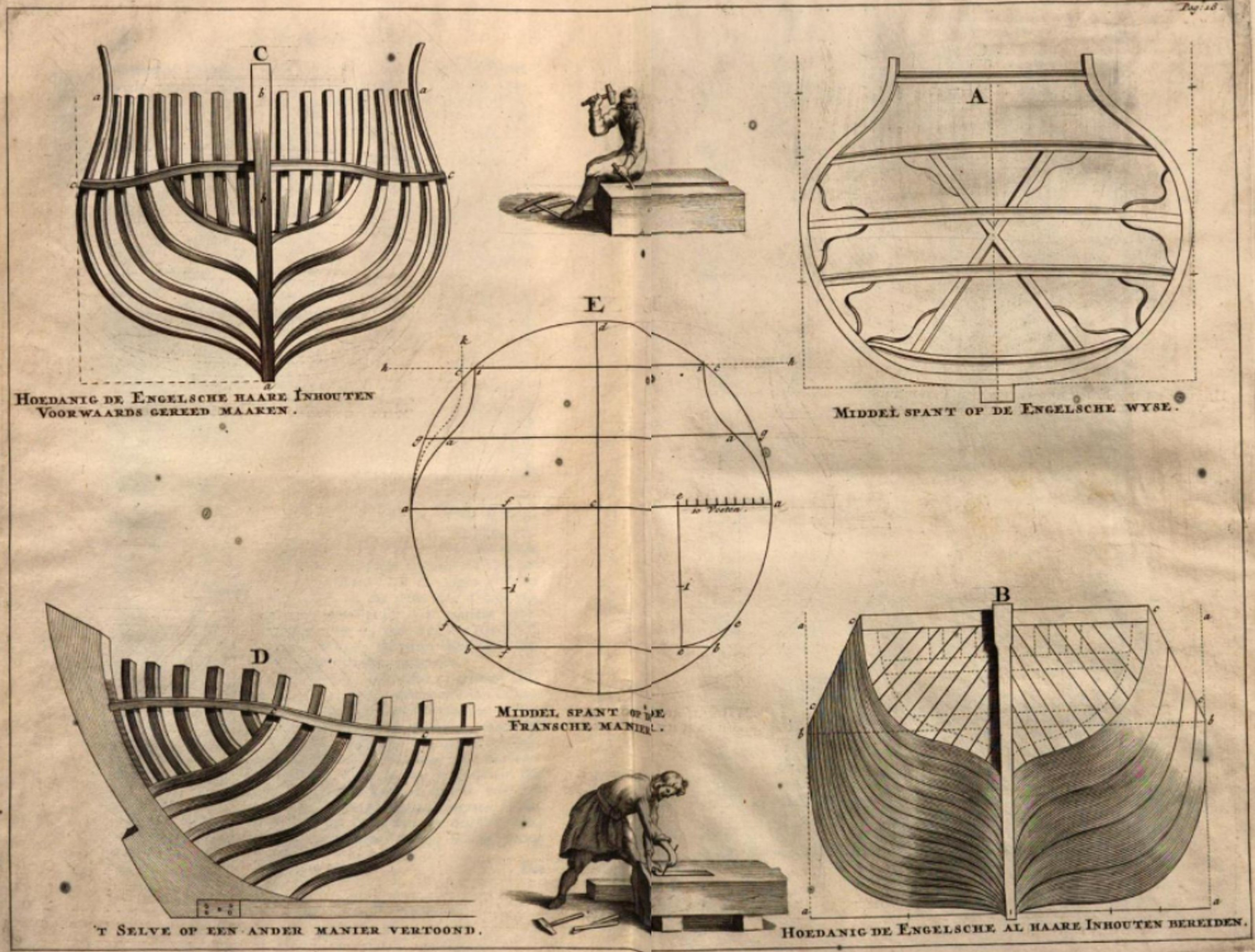
Prent uit Van Yks boek: voorbeelden van Franse en Engelse bouwmethoden.

Het boek dat hij jaren later schreef was niet uitsluitend op zijn eigen en zijn ooms aantekeningen gebaseerd. Hij had ook bouwers benaderd om informatie los te krijgen. Hoewel dat gelukt zou zijn met de bouwers die op het gevoel een schip bouwden, zou dat moeilijker geweest zijn met de meer bekwame bouwers die hun vakgeheimen niet wilden prijsgeven. Tevens heeft Van Yk uitgebreid geput uit het boek Aeloude en hedendaegsche Scheepsbouw en Bestier van Nicolaes Witsen, welke oorspronkelijk uitgegeven was in 1671. Hiervan volgde in 1690 een herziene uitgave met de titel Architectura navalis et regimen nautilcum ofte Aaloude en Hedendaagsche Scheeps-bouw en Bestier. Dat was een jaar voordat Van Yk de "Voor-reden" van zijn aanstaande boek schreef.
In zijn boek, dat in 1697 verscheen, geeft Van Yk verschillende ‘certers’, beschrijvingen van gebouwde schepen. Die schepen worden in de loop van het boek ook regelmatig als voorbeeld gebruikt. Het grootste deel van deze schepen zou in de jaren zestig van de zeventiende eeuw gebouwd zijn, en Van Yk zou zelf aan een aantal hiervan hebben gewerkt.

### Postuum

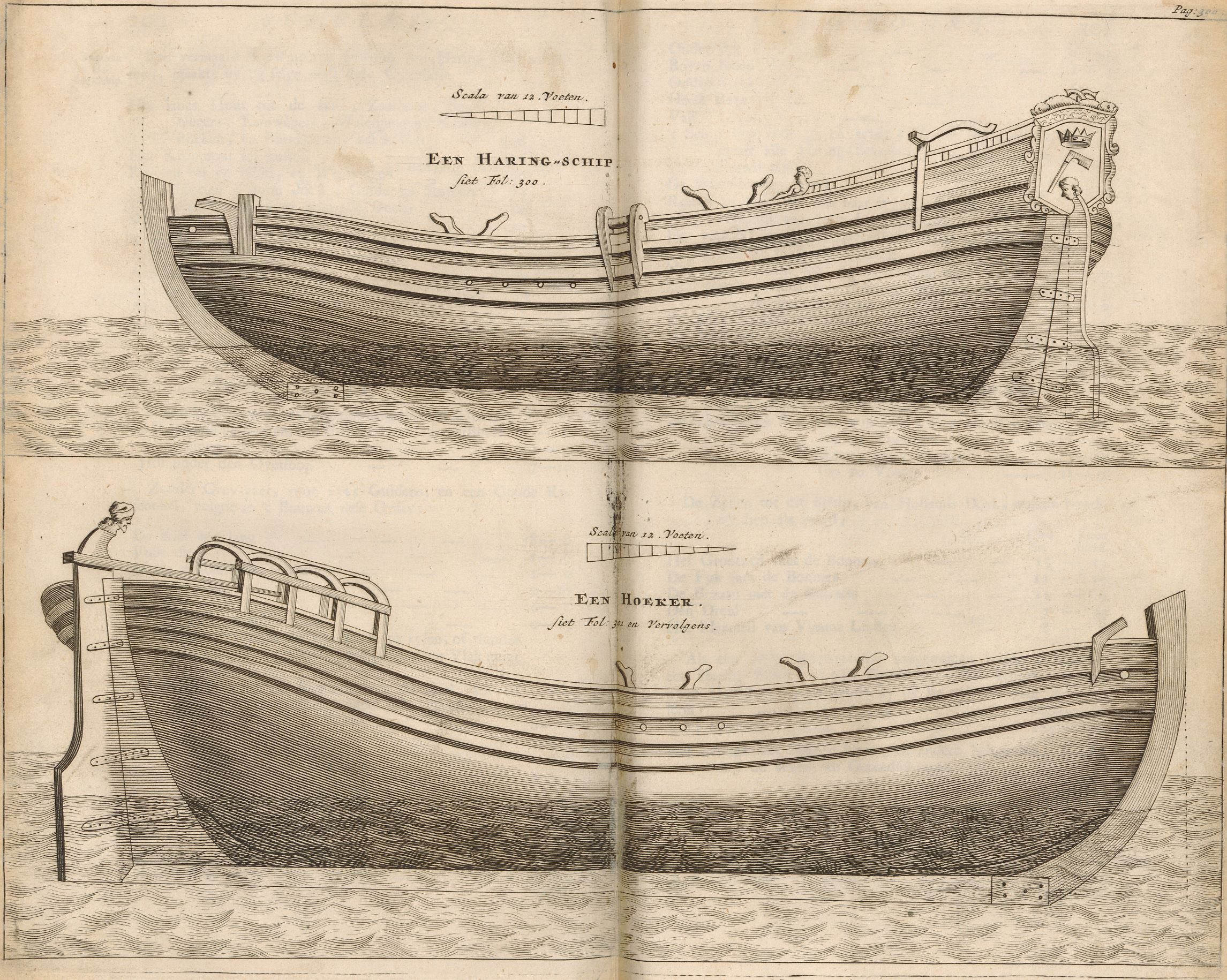
In literatuur wordt veelvuldig verwezen naar tekst en afbeeldingen uit Van Yks boek. Zoals naar de boven afgebeelde haringboot Onder: Een hoeker.

In de literatuur wordt Van Yk veelal de titel van Meester toegedicht. Hiervoor zou echter geen enkel bewijs zijn. Sterker nog, uit Van Yks boek is op te maken dat hij slechts gedurende een periode van ongeveer tien jaar scheepstimmerman was en dat de geëtaleerde kennis op het moment van publicatie al ten minste enkele decennia oud was. Een boekcatalogus van minder dan een eeuw na de publicatie van zijn boek beschrijft Van Yk dan ook ondubbelzinnig en simpelweg als "scheepstimmerman".
Dat hij desalniettemin geen gewone scheepstimmerman is geweest blijkt uit zijn taalgebruik, met name bij de beschrijving van werkmethoden. Hij gebruikte voorts op correcte wijze Latijnse uitdrukkingen in Nederlandse tekst, hetgeen opmerkelijk is aangezien veel scheepstimmerlieden uit die tijd analfabeet waren.

## Publicatie
Cornelis van Yk (1697), De Nederlandsche Scheeps-Bouw-Konst Open Gestelt, Delft: Andries Voorstad.